# Hans-Heinrich Sievert
Hans-Heinrich Sievert (Liensfeld, 1º dicembre 1909 – Eutin, 6 aprile 1963) è stato un multiplista tedesco, primo campione europeo del decathlon a Torino 1934.

## Carriera
Ha partecipato ai Giochi olimpici di Los Angeles 1932 e Berlino 1936.

## Palmarès
| Anno | Manifestazione     | Sede   | Evento    | Risultato | Punteggio |
| ---- | ------------------ | ------ | --------- | --------- | --------- |
| 1934 | Campionati europei | Torino | Decathlon | Oro       | 8 103     |